# Falácia moralista
A falácia moralista é a falácia informal de assumir que um aspecto da natureza que tem consequências socialmente desagradáveis não pode existir. Sua forma típica é “se X fosse verdade, então aconteceria que Z”, Onde Z é uma coisa moral, social ou politicamente indesejável. O que deveria ser moral é assumido a priori como ocorrendo naturalmente. A falácia moralista às vezes é apresentada como o inverso da falácia naturalista. No entanto, ela pode ser vista como uma variação da mesma falácia naturalística; a diferença entre elas pode ser considerada pragmática, dependendo das intenções de quem a usa: falácia naturalista se o usuário quiser justificar práticas sociais existentes com o argumento de que são naturais; falácia moralista se o usuário quiser combater as práticas sociais existentes com o argumento de negar que sejam naturais.

## Exemplos
O psicólogo Steven Pinker escreve que “[a] falácia naturalística é a ideia de que o que é encontrado na natureza é bom. Era a base do darwinismo social, a crença de que ajudar os pobres e doentes atrapalharia a evolução, que depende da sobrevivência do mais apto. Hoje, os biólogos denunciam a falácia naturalística porque querem descrever o mundo natural honestamente, sem que as pessoas deduzam morais sobre como devemos nos comportar (como em: Se pássaros e animais se envolvem em adultério, infanticídio, canibalismo, deve ser aceitável)." Pinker prossegue explicando que "[a] falácia moralista é que o que é bom se encontra na natureza. Está por trás da má ciência em narrações de documentários sobre a natureza: leões são assassinos misericordiosos dos fracos e doentes, ratos não sentem dor quando os gatos os comem, besouros de esterco reciclam esterco para beneficiar o ecossistema e assim por diante. Também está por trás da crença romântica de que os humanos não podem nutrir desejos de matar, estuprar, mentir ou roubar porque isso seria muito deprimente ou reacionário."

## Efeitos na ciência e na sociedade
Às vezes, descobertas científicas básicas ou interpretações delas são rejeitadas, ou sua descoberta, desenvolvimento ou reconhecimento são contestados ou restritos por meio de afirmações de potencial uso indevido ou nocivo.
No final dos anos 1970, o biólogo Bernard Davis, em resposta aos crescentes apelos políticos e públicos para restringir a pesquisa básica (em contraste à pesquisa aplicada), em meio a críticas ao conhecimento perigoso, aplicou o termo falácia moralista ao seu uso atual.
Nas ciências naturais, a falácia moralista pode resultar na rejeição ou supressão da ciência básica, cujo objetivo é compreender o mundo natural, por conta de seu potencial uso indevido na ciência aplicada, cujo objetivo é o desenvolvimento de tecnologia ou técnica. Isso confunde a avaliação científica, discutida em ciências naturais (como física ou biologia) com a avaliação de significância, ponderada nas ciências sociais (como a psicologia social, sociologia e ciência política) ou em ciências comportamentais (como a psicologia).
A ciência natural pode ajudar os humanos a compreender o mundo natural, mas não pode tomar decisões políticas, morais ou comportamentais. Questões envolvendo valores - o que as pessoas deveriam fazer - são tratadas de forma mais eficaz por meio do discurso nas humanidades, não por restrição da ciência básica.  A incompreensão do potencial da ciência e as expectativas equivocadas resultaram em impedimentos morais e de tomada de decisão, mas é improvável que suprimir a ciência resolva esses dilemas.